# Unione Sportiva Sanremese Calcio 1999-2000
Questa pagina raccoglie le informazioni riguardanti l'Unione Sportiva Sanremese Calcio nelle competizioni ufficiali della stagione 1998-1999.

## Divise e sponsor
| 1ª divisa | 2ª divisa |

## Rosa
| N. |                   | Ruolo | Calciatore          |
| -- | ----------------- | ----- | ------------------- |
|    | Italia (bandiera) |       | Alessandri          |
|    | Italia (bandiera) | D     | Cristiano Bacci     |
|    | Italia (bandiera) | D     | Alberto Baldisserri |
|    | Italia (bandiera) | D     | Giorgio Bertolone   |
|    | Italia (bandiera) |       | Buonometti          |
|    | Italia (bandiera) | C     | Luca Bordichini     |
|    | Italia (bandiera) | D     | Alessandro Borghi   |
|    | Italia (bandiera) | P     | Claudio Bozzini     |
|    | Italia (bandiera) | C     | Cristian Campedelli |
|    | Italia (bandiera) | A     | Daniele Cillo       |
|    | Italia (bandiera) | C     | Christian Contino   |
|    | Italia (bandiera) | C     | Carlo Cotroneo      |
|    | Italia (bandiera) | C     | Maurizio D'Angelo   |
|    | Italia (bandiera) | C     | Giorgio Figaia      |
|    | Italia (bandiera) | D     | Federico Grillo     |

| N. |                   | Ruolo | Calciatore          |
| -- | ----------------- | ----- | ------------------- |
|    | Italia (bandiera) | A     | Massimiliano Laghi  |
|    | Italia (bandiera) | C     | Stephane Lerda      |
|    | Italia (bandiera) | D     | Fabio Lorenzini     |
|    | Italia (bandiera) | A     | Massimo Minetti     |
|    | Italia (bandiera) | C     | Raffaele Moriani    |
|    | Italia (bandiera) | A     | Giuseppe Mosca      |
|    | Italia (bandiera) | C     | Arturo Notari       |
|    | Italia (bandiera) | P     | Francesco Palmieri  |
|    | Italia (bandiera) | C     | Gaetano Perrella    |
|    | Italia (bandiera) | C     | Raimondo Scanu      |
|    | Italia (bandiera) | A     | Riccardo Spirito    |
|    | Italia (bandiera) | C     | Alessio Stamilla    |
|    | Italia (bandiera) | C     | Marco Tomaselli     |
|    | Italia (bandiera) | A     | Romano Tozzi Borsoi |
|    | Italia (bandiera) | D     | Giuseppe Vecchio    |